# Vasili Kaliaguin
Vasili Kaliaguin es un deportista soviético que compitió en piragüismo en la modalidad de aguas tranquilas. Ganó una medalla en el Campeonato Mundial de Piragüismo de 1970 y tres medallas en el Campeonato Europeo de Piragüismo, en los años 1967 y 1969.

## Palmarés internacional
| Campeonato Mundial | Campeonato Mundial     | Campeonato Mundial | Campeonato Mundial |
| Año                | Lugar                  | Medalla            | Evento             |
| ------------------ | ---------------------- | ------------------ | ------------------ |
| 1970               | Copenhague (Dinamarca) | Medalla de plata   | C2 10 000 m        |
| Campeonato Europeo |                        |                    |                    |
| Año                | Lugar                  | Medalla            | Evento             |
| 1967               | Duisburgo (RFA)        | Medalla de bronce  | C2 1000 m          |
| 1967               | Duisburgo (RFA)        | Medalla de plata   | C2 10 000 m        |
| 1969               | Moscú (URSS)           | Medalla de bronce  | C2 1000 m          |